# 영혼전쟁

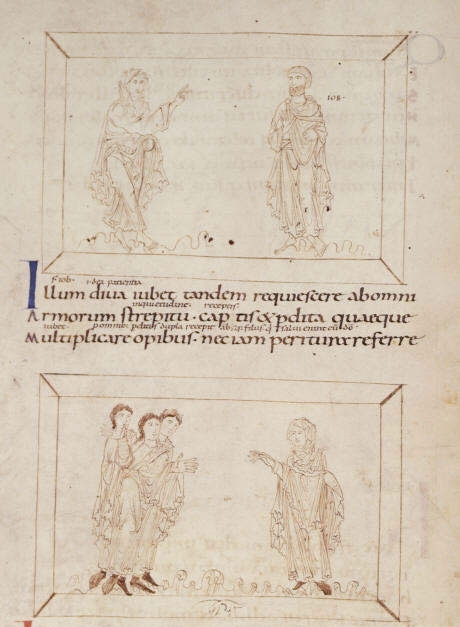
대영 도서관, Add MS 24199, 1부, 10세기

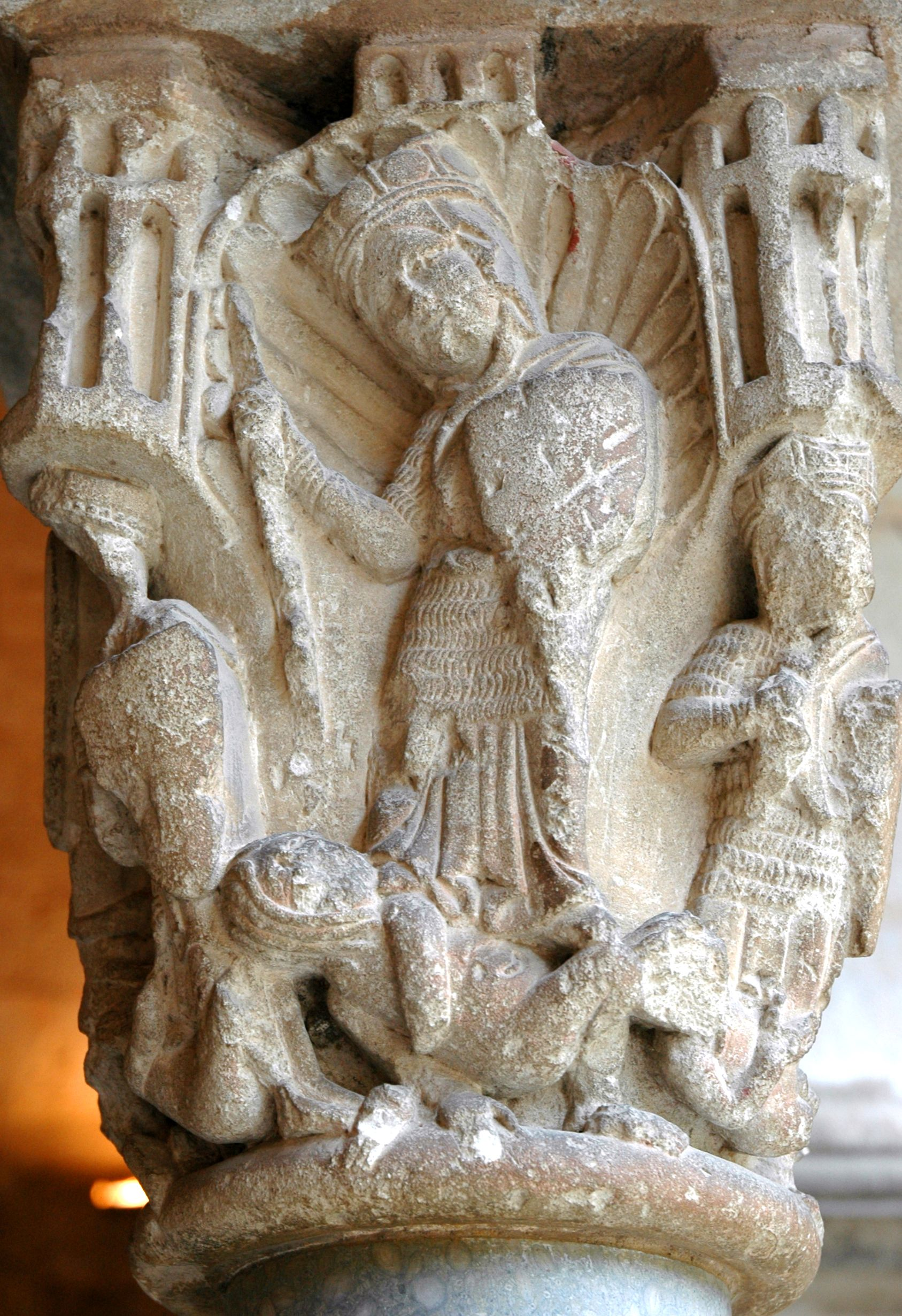
스페인 카탈로니아 산트 쿠가트 수도원의 로마네스크 수도에서 "선과 악의 싸움"으로서의 영혼전쟁

5세기 초 고대 후기 라틴 시인 프루덴티우스의 《영혼전쟁》 (靈魂戰爭)은 최초이자 가장 영향력 있는 "순수" 중세 우화일 것이다. 《장미 이야기》, 《만인》, 《농부 피어스》와 같은 다양한 역사의 전통에서 최초이다.
이 시는 천 줄 미만으로 악덕과 덕의 갈등을 버질의 《아이네이드》 방식의 전투로 묘사한다. 기독교 신앙은 이교 우상 숭배에 공격 받고, 수많은 기독교 순교자들의 응원으로 승리한다. 이 작품은 매우 인기가 있었고 많은 중세 사본에서 살아 남았고, 그중 20개는 그림이다. 영국 슈롭셔의 클레버리와 서리의 피르포드에 있는 교회에서 벽화의 주제가 되었다.
이 단어는 조각 등에서, "선과 악 사이의 전투"의 공통 주제로 더 일반적으로 사용됐다.

## 등장인물
구성은 교만, 분노, 이교, 탐욕 등의 인격화된 악덕과 싸우는 희망, 냉철, 순결, 겸손 등의 인격화된 덕으로 되어 있다. 의인화는 라틴어에서는 추상적 개념에 대한 단어가 여성의 문법적 성별을 갖기 때문에 여성이다; 프루덴티우스가 우화에 대한 맥락이나 설명을 제공하지 않기 때문에, 글을 잘 모르는 독자는 이야기를 문자 그대로 여러 화난 여성들이 서로 싸우는 이야기로 받아들일 수도 있다.
- 순결은 성욕에 의해 공격 받지만, 칼로 그녀를 잘라낸다.
- 분노는 인내를 공격하지만, 그녀를 물리치거나 심지어 손상 시킬 수도 없다; 좌절에 휩싸인 분노는 결국 자살한다.
- 탐욕은 사랑과 겨루지만, 공존할 수 없는 것을 얻을 수는 없다.

비슷한 방식으로 다양한 악덕이 해당 덕과 싸워 항상 패배한다. 이러한 덕을 예시하는 성경 인물도 나타난다 (예: 인내의 모범으로서의 욥).
일곱 덕이 일곱 악덕을 물리친다는 사실에도 불구하고, 그것들은 정식 칠죄종이나 세 신덕과 네 추덕이 아니다.